# Fra Diavolo (film, 1931)
Pour plus de détails, voir Fiche technique et Distribution.
Fra Diavolo est un film réalisé par Mario Bonnard sorti en 1931 avec Tino Pattiera.
Le scénario du film est inspiré de l'opéra comique d'Auber de 1830. Coproduction franco-germano-italienne tournée en deux versions, l'une est française avec Germaine Kerjean, Jean d'Yd, Armand Bernard, Jacques Varennes, et l'autre italienne.

## Synopsis
Tino Pattiera est un bandit italien, chef d'une bande de révolutionnaires, qui, déguisé en marquis, détrousse les riches de leurs objets de valeur et est déterminé à renverser les rois corrompus. Il se déguise en ambassadeur royal, intercepte un message important du Roi et, avec son amie Anita, organise sa révolution.

## Fiche technique
- Titre : Fra Diavolo
- Pays :  France
- Année : 1931
- Durée : 82 min
- Données techniques : noir et blanc
- Genre : aventure, drame
- Réalisation : Mario Bonnard
- Scénario : Mario Bonnard, Hedy Knorr, Nunzio Malasomma
- Décors : Alexandre Lochakoff
- Maison de production : Itala Film

## Distribution
- Tino Pattiera : Fra Diavolo
- Madeleine Bréville : Anita
- Armand Bernard : Scaramanzia
- Pierre Magner : Général Deufresne
- Mary Vincent : Contesse Deufresne
- Alex Bernard : Le marquis